# Indipetae
Indipetae, właśc. Litterae indipetae (łac. Indias – "Indie" i petere – "prosić") – prośby jezuitów o wysłanie na misje zagraniczne.
Indipetae to listy jezuitów, którzy prosili generała o wyznaczenie do pracy misyjnej poza Europą. Termin "Indie" określał nie tylko właściwy Subkontynent Indyjski, ale też Amerykę (Indie Zachodnie) oraz Daleki Wschód (Indie Wschodnie). Indipetae zachowały się przeważnie w zasobie Fondo Gesuitico, obecnie przechowywanym w Archiwum Rzymskim Towarzystwa Jezusowego (Archivum Romanum Societatis Iesu). Stanowią ważne świadectwo żarliwości religijnej jezuitów i ilustrują ich motywacje do podjęcia pracy misyjnej. Przy rozpatrywaniu próśb władze zakonu zwracały uwagę także na zdrowie kandydatów oraz łatwość w przyswajaniu obcych języków. Tylko niewielu chętnych uzyskiwało zgodę generała.